# Франсуа де Косс-Бриссак

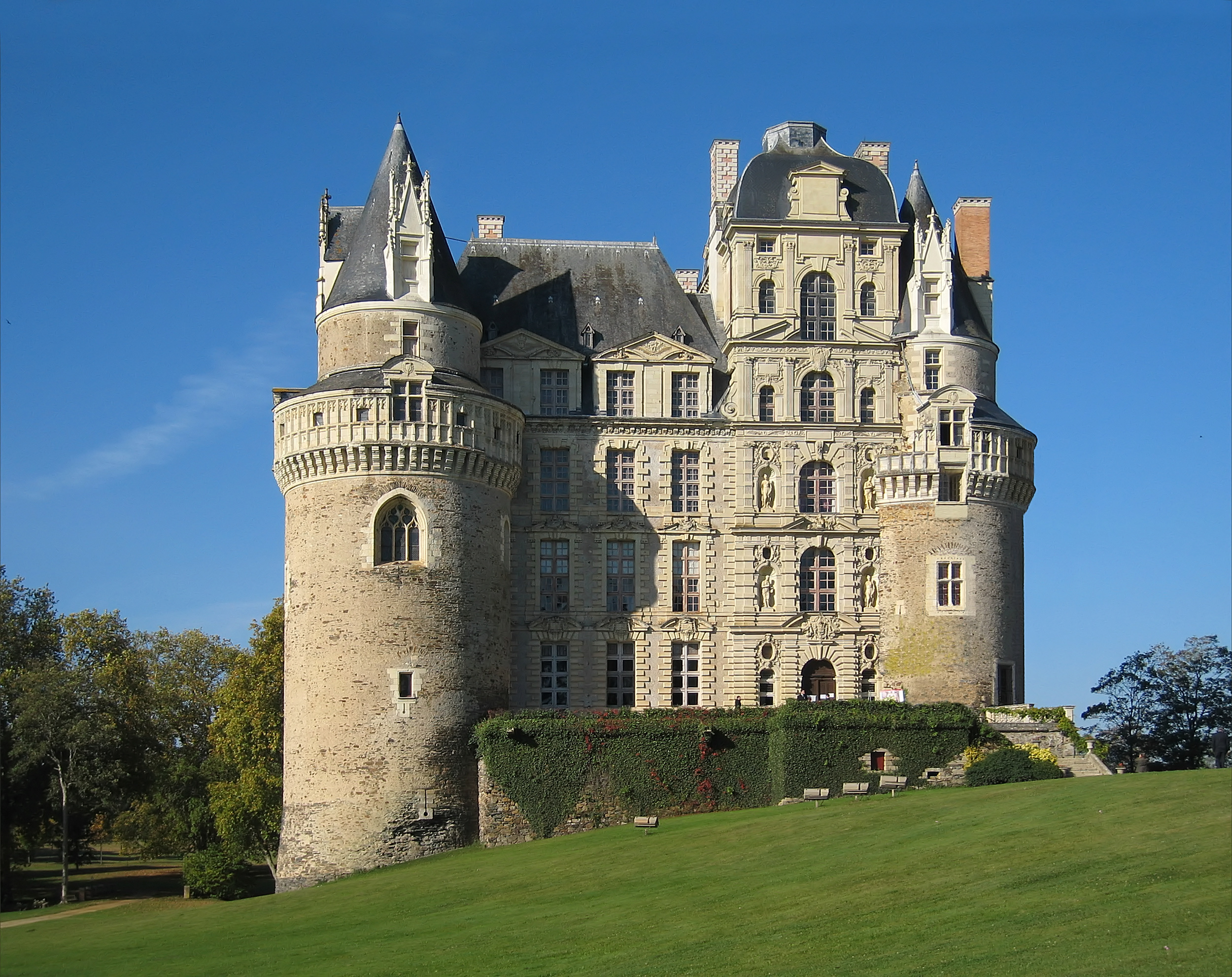
Замок Бриссак

Ежен Марі Тімолеон Франсуа де Косс, (19 лютого 1929, Ле-Крезо — 6 квітня 2021) – 13-й герцог Бриссак. Колишній президент паризького Жокей клубу.

## Біографія
Син П'єра де Косс-Бриссак, 12-го герцога Бриссак (1900-1993) та Марі Желі Антуанетти Євгенії Шнайдер (1902- 1999 р.), дочки промисловця Ежена Шнайдера.
Франсуа де Косс був президентом Жокейного клубу з 1997 по 2014 рік, а також великим магістром Ордена Святого Лазаря (1986-2004).
Володів родовим замком Бриссак у Бриссак-Кенсе в департаменті Мен і Луара, який подарував у 1998 році шляхом обміну своєму старшому синові Шарлю-Андре, маркізу де Бриссак.

## Герцог Бриссак
Франсуа стає 13-м герцогом Бриссак у 1993 році після смерті свого бітька П'єра де Косс-Бриссак, який був 12-м герцогом Бриссак.

## Родина
Франсуа де Косс-Бриссак одружився у 1958 році на Жаклін Еліс Марі де Контедес (народилася в Парижі 17 квітня 1940 р.). Від цього шлюбу народилося п’ятеро дітей:
- Агнес Олександра Марі Біенве, народилася в Нейї-сюр-Сен 5 березня 1960 року; одружилася 12 вересня 1981 року з Бруно Марі Мішель Пол Жерар ван ден Брок д’Обренан (1952 року народження);
- Шарль-Андре Реймонд Тімолон Еймард Юбер Марі, маркіз де Бриссак, народився в Нейї-сюр-Сен 3 листопада 1962 року; одружився в 1993 році з Ларисою Елізабет Марі Анастасією Веронік Сечені де Сарвар-Фельшьодек (народилася у Відні, 28 грудня 1967 р.)
- Анжеліка Патрісія Марі, народилася в Нейї-сюр-Сен 6 вересня 1965 року; одружилася 8 січня 1983 року з віконтом Станісласом Траффордом Франсуа Марі Руже (1961 р.н.)
- Марі-Антуанетта Ельвіра, народилася в Нейї-сюр-Сен 26 січня 1968 року; одружилася 10 серпня 1996 року з Філіпом Сержем Андре Леклерком (1970 р.н.)
- П'єр-Еммануель Тімолеон Марі Раймонд, народився в Нейї-сюр-Сен 20 серпня 1974 року; в 2006 році одружився з Марі-Астрід Лару (1981 р.н.), але розлучений у 2012 р.